# 한국과학학술지편집인협의회
한국과학학술지편집인협의회(Korean Council of Science Editors, KCSE, 이하 ‘과편협’으로 약칭)는 대한민국의 과학 학술지 편집인들을 주축으로 과학 학술 연구 및 편집, 출판 관련자들을 포함하여 구성된 편집인 협의회 조직이다. 
과편협은 학술지 편집인 간의 자발적인 모임으로서 학술지 편집 및 발간에 관한 정보를 자유롭게 상호 교환하고, 저자 및 편집인을 대상으로 한 출판윤리, 편집규정과 기술의 교육 및 워크숍을 개최하며, 학술지 편집 및 투고규정과 기술의 국제화 등 학술지 발간에 관한 공동의 노력을 통해 학술지의 질적 향상을 도모하여 국내 학술지의 국제적 피인용도를 증진하고 국제적 유통을 꾀한다. 궁극적으로는 이를 통해 국내 과학기술 발전에 기여하는 것을 목적으로 한다.

## 연혁[1]
2011년
- 2011년 6월 2일 제1차 조직위원회

- 2011년 7월 14일 발기인대회

- 2011년 9월 21일 창립총회, 한국과학학술지편집인협의회 창립(제1대 진정일 회장 취임)

2012년
- 과편협 발행 학술지 “과학편집” 창간

- 한국과학기술단체총연합회(과총)와 사업과제 협약체결

- 창립 1주년 기념 국제학술대회 개최

- 과학학술지 발전 방향 대토론회 개최

- 2012년도 정기총회 및 학술대회

2013년
- Board of Editors in the Life Science (BELS) 자격증 시험 개최

- 2013년도 정기총회 및 학술대회

2014년
- 2014년도 정기총회 및 학술대회(제2대 하종규 회장 취임)

- 아시아과학학술지편집인협의회(Council of Asian Science Editors) 출범

- 제1회 The Asian Science Editors’ Conference & Workshop 2014 개최

- “이공계 연구윤리 및 출판윤리 매뉴얼(단행본)” 발간

- 과편협 발행 영문 학술지 “Science Editing[2]” 창간

2015년
- The 2nd Asian Science Editors’ Conference & Workshop 2015 개최

- 2015년도 정기총회 및 학술대회

2016년
- 제1회 한국원고편집인자격증(Korea Manuscript Editors Certification) 시험 시행

- The 3rd Asian Science Editors’ Conference & Workshop 2016 개최

- “이공계 연구윤리 및 출판윤리 매뉴얼” 영문판 발간

- 2016년도 정기총회 및 학술대회

2017년
- 2017년도 정기총회 및 학술대회(제3대 김형순 회장 취임)

- 과편협 학술지 “Science Editing” SCOPUS 등재

- 과편협 학술지 “Science Editing” ESCI 등재

- 제2회 한국원고편집인자격증(Korea Manuscript Editors Certification) 시험 시행

- 과편협- 한국과학기술정보연구원(KISTI) MOU 체결

- The 4th Asian Science Editors’ Conference & Workshop 2017 개최

2018년
- 2018년도 정기총회 및 학술대회
- The 5th Asian Science Editors’ Conference & Workshop 2018 개최

- 제3회 한국원고편집인자격증(Korea Manuscript Editors Certification) 시험 시행

- Board of Editors in the Life Science (BELS) 자격증 시험 한국에서 개최

- 과편협 학술지 “Science Editing” KCI 등재

2019년
- 2019년도 정기총회 및 학술대회
- Scopus 선정자문 한국위원회 선정, 과편협-엘스비어 MOU 체결
- Scopus 선정자문 한국위원회(ECSAC-Korea) 과편협 운영 기념 심포지엄 개최

- 제4회 한국원고편집인자격증(Korea Manuscript Editors Certification) 시험 시행

2020년
- 2020년도 정기총회 및 학술대회(제4대 허선 회장 취임)
- The 6th Asian Science Editors’ Conference & Workshop 2020 개최

2021년
- 2021년도 정기총회 및 학술대회

- 제5회 한국원고편집인자격증(Korea Manuscript Editors Certification) 시험 시행

2022년
- 2022년도 정기총회 및 학술대회
- The 7th Asian Science Editors’ Conference & Workshop 2022 개최

- 제6회 한국원고편집인자격증(Korea Manuscript Editors Certification) 시험 시행

2023년
- 2023년도 정기총회 및 학술대회(제5대 김기홍 회장 취임)

- 제7회 한국원고편집인자격증(Korea Manuscript Editors Certification) 시험 시행

## 역사
국내의 과학 학술지의 양적 팽창이 급격해지면서 질적 팽창에 대한 수요도 자연스럽게 늘어나게 되었다. 또한 해외의 학술지들이 발전과 전문화를 거듭하면서, 국내의 학술지들 역시 이에 발맞추어 보다 체계적인 발전이 필요하다는 내부적 요청 또한 급증하였다. 이에 따라 이를 뒷받침할 수 있는 전문가 집단이 필수불가결해졌는데, 국내에는 전문 편집인들로 구성된 조직이 거의 없거나 특정 학술 분야에 국한된 조직만이 극소수 존재하는 상황이었다. 이에 국내의 과학 학술지를 발행하고 있는 각 학회의 편집위원장들을 비롯하여 과학 학술 편집, 교정 및 출판 과정 관계자들이 자발적으로 모여 협의회를 구성하기에 이르렀다. 
2011년 6월 2일 제1차 조직위원회 개최를 시작으로 2011년 7월 14일 발기인대회, 2011년 9월 21일 창립총회를 가졌고, 51개의 단체 회원이 가입하여 본격 활동에 들어갔다. 
2017년 4월에 한국과학기술정보연구원(KISTI)와의 학술정보 공동 활용을 위한 업무 협약(MOU)를 체결하였다. 두 기관은 상호 협력하에 학회 커뮤니티의 운영, 관리 효율 증대를 위한 정보 인프라 구축 및 정보 공유, 국내 학술지 학술 활동 및 학술 정보 교류 지원, 국내 학술지 편집, 출판, 출판 윤리, 역량 및 국제적 위상 제고를 위한 기반 구축 등을 추진 중이다.

## 조직[3]
출범 당시에는 회장, 부회장, 감사 외에 기획운영위원회, 교육연수위원회, 출판윤리위원회의 3개 상임위원회로 구성되어 있었으나 추후 정보관리위원회, 원고편집위원회가 추가되었고, 2014년 제 2대 조직구성에는 대외협력위원회가 포함되었다. 이후 과편협 발행 영문 학술지인 Science Editing의 발행을 별도 위원회로 독립시키면서 제3대부터 현재까지 조직은 기획운영위원회, 교육연수위원회, 출판윤리위원회, 정보관리위원회, 출판위원회, 대외협력위원회, 원고편집위원회의 총 7개 위원회로 구성되어 있다.  

## 조직도

### 역대회장
- 진정일(제1대, 고려대)

- 하종규(제2대, 서울대)
- 김형순(제3대, 인하대)
- 허   선(제4대, 한림대)

#### 부회장 윤철희(서울대)
- 감 사 장호원(서울대)

- 기획운영위원장 김 수(연세대)

- 교육연수위원장 김수영(한림대)

- 출판윤리위원장 윤철희(서울대)

- 출판위원장 박재균(단국대)

- 정보관리위원장 서태설(한국과학기술정보연구원)

- 대외협력위원장 박배호(건국대)

- 원고편집위원장 조혜민(인포루미)

## 추진 사업
과편협이 표방하고 있는 주요 사업 내용은 아래와 같다.
- 과학 학술지 편집인 상호 간의 교류 및 협력증진을 위한 사업

- 과학 학술지의 질적 향상을 위한 지침개발 사업

- 과학 학술 논문의 작성 및 심사와 학술지 편집에 관한 투고자, 편집인, 발간인 교육

- 과학 학술지의 국내외 색인 데이터베이스 등재와 관련된 협력

- 과학 학술논문과 학술지의 연구∙출판윤리에 관한 사업

- 국내외 과학 분야 편집인 단체와 교류를 통한 편집규정과 기술의 국제화 사업

- 기타 우리나라 과학 학술지 발전에 필요하다고 인정되는 사업

## 활동 및 성과
국내 학술지 발행이 늘어남에 따라 각 학술지 발행 학회 혹은 기관에서는 학술지의 편집과 출판에 직접적으로 연관된 기술적 측면은 물론 연구 자체와 연구의 발표에 관련된 윤리, 게재 논문의 인용 및 국제적 유통에 이르기까지 전체적인 과정을 아우르는 명확한 기준이나 가이드를 필요로 하게 되었다. 과편협은 이러한 수요에 맞추어 국제적인 기준과 정보를 빠르게 수용하여 전달하고 공유하는 역할을 수행해 왔다. 특히 연구 및 출판 윤리의 중요성을 깊이 인식하고, 이에 대한 교육에 큰 비중을 두어 국내에 학술 윤리에 대한 심도 있는 담론을 구축하는 주요한 성과를 거두었다.
가시적인 성과로는 국내 학술 출판 분야의 전문성 강화를 위해 원고편집인(manuscript editor, ME) 제도를 정착시킨 것이다. 
과편협은 2013년과 2014년에 미국의 생의학 학술지 편집인 단체인 Board of Editors in the Life Sciences (BELS)에서 주최하는 편집인 자격시험인 BELS Examination을 국내에 유치하여 개최하면서 국내에 BELS 자격증 소지자를 배출하였다. 2016년에 4명, 2017년에 13명이 자격증을 취득하였다. 이 시험의 준비에 필요한 커리큘럼으로 전문성 높은 교육을 수개월에 걸쳐 진행함으로써 국내 원고편집인들의 수준을 높인 것 역시 유의미한 성과로 평가된다. 또한 국내의 학술 출판 환경에 맞는 원고편집인에 대한 수요가 늘어남에 따라 2016년에는 해외의 편집인 자격제도를 벤치 마킹한 한국원고편집인자격제도(Korea Manuscript Editors Certification)를 도입하였다. 국내의 전문가들로 구성된 출제위원회에서 개발한 문제들로 문제은행을 구성하고 2016년부터 한국원고편집인자격시험을 실시하여, 훈련된 원고편집인들을 배출해 내고 있다. 
과편협은 유사한 역할을 하는 해외 기관들과의 활발한 협력 및 교류를 통해 국내 학술편집의 수준을 높이는 데에 주력해 왔다. 디지털 자료의 메타 데이터화를 위해 노력하는 CrossRef나 스웨덴의 룬드 대학 도서관에서 주재하며 정기간행물의 open access화를 목표로 하는 DOAJ의 기관에 과편협 소속 위원들이 ambassador로 위촉되어 활동 중이며, 국내 과학학술지들이 중요시하는 SCI를 비롯한 Clarivate Analytics의 여러 데이터베이스와 SCOPUS, Google Scholar 등의 각종 DB 발행 기관과도 지속적인 교류를 통해 국내 학술지의 등재에 최선의 지원을 할 수 있도록 활동 중이다. 또한 American Medical Writers Association (AMWA), Association of Learned and Professional Society Publishers (ALPSP), European Association of Science Editors (EASE), International Society of Managing and Technical Editors (ISMTE), Committee on Publication Ethics (COPE) 등의 국제적 협의체에서 개최하는 학술 행사에 꾸준히 참석하면서 국내에 최신 정보를 공유하고 있다. 
과편협의 일차적 목표는 국내 학술 출판의 발전이었으나, 과편협이 출범하여 활동하는 일련의 과정은 결과적으로 아시아 여러 국가들에 깊은 영향을 주게 되었다. 특히 과편협의 국제 컨퍼런스에 참가했던 아시아 지역의 과학학술지 편집인들에게 큰 자극으로 작용하면서, 베트남, 인도네시아 등 여러 아시아 국가에서 과편협 모델을 벤치 마킹하여 과학학술지 편집인 협의체를 구성하기 시작하였다. 이러한 각 국가의 움직임은 아시아과학학술지편집인협의회(Council of Asian Science Editors, CASE)의 출범으로 이어졌다. 과편협은 CASE의 주축으로서 이러한 각 국의 움직임에 적극적으로 조언 및 후원하면서 아시아 전체의 학술 출판 발전을 위한 노력을 아끼지 않고 있다.

## 발간물
Science Editing은 과편협에서 발행하는 영문 학술지로, 2014년 2월 20일에 첫 호가 발행되었다. 매년 2월과 8월에 발행되는데, 편집 기술, 온•오프 라인 출판, open access, 연구 및 출판 윤리, 논문의 투고 심사, 출판과 관련된 법률, 저작권, 학술지 재정 및 경영, 학술 출판의 역사, 학술지 평가, 생의과학 데이터베이스, 인용과 인용방식, 원고 편집, 편집인과 출판인, 그리고 저자들의 교육과 훈련 등 학술지 편집과 출판에 관련된 모든 주제들을 포괄하며, 정규 투고 시스템을 통해 투고된 논문들이 공정한 동료 심사(peer review)를 거쳐 게재된다. 이러한 분야의 전문 학술지가 국제적으로 드물기 때문에 발행 후 서서히 국제적인 반향을 일으켜, 창간 4년 만인 2017년에 ESCI (Emerging Sources Citation Index) 및 SCOPUS에 등재되었다. 
KCSE 뉴스레터
과편협의 소식과 유익한 참관기, 에세이, 여러 학술 출판 관련 해외 이슈 등이 빠르게 업데이트되는 소식지이다. 과편협이 출범한 2011년에 최초로 발행되었고, 연 4회 발행되고 있다. 전체 발행본을 과편협 홈페이지에서 열람할 수 있다(. 
기타 발행물 
단행본: 이공계 연구윤리 및 출판윤리 매뉴얼(한글판 및 영문판)
그 외 학술 출판 관련 단행본, 매뉴얼, 컨퍼런스 및 워크숍 자료집 등